# Michel de Ré
Pour les articles homonymes, voir Ré.
Michel Gallieni, dit Michel de Ré, est un acteur et metteur en scène français né le 25 février 1925 à Paris où il est mort le 15 mars 1979.

## Biographie

### Jeunesse
Petit-fils du maréchal Gallieni, il est destiné à une carrière militaire mais ayant contracté à l'âge de 16 ans, une maladie grave, il est obligé d'y renoncer. Aimant dessiner, il entre alors dans l'atelier de Paul Colin.

### Carrière
Découvrant la vie parisienne, Michel Gallieni se lance dans le théâtre, avec le pseudonyme Michel de Ré, et monte Victor ou les Enfants au pouvoir de Roger Vitrac qui ne connaît qu'une quinzaine de représentations.
Il se produit au cabaret La Rose rouge en 1947 avec son spectacle En famille (ou Vie de famille) sur un texte de Jacques Prévert. En 1948, il monte La Tour Eiffel qui tue de Guillaume Hanoteau, puis Les Aveux les plus doux de Georges Arnaud.
Il est aussi le héros d'une série télévisée populaire, Commandant X de Guillaume Hanoteau et Jean-Paul Carrère, entre 1962 et 1965.

### Vie privée
Il a été, jusque vers 1950, le mari d'Heddy Einstein, fille du peintre William Einstein, puis il est devenu le compagnon de la comédienne Martine Sarcey.
En juillet 1969, il est victime d'un accident de voiture à Carpentras alors qu'il part en vacances avec Martine Sarcey. Hospitalisé, il souffre d'un enfoncement de la cage thoracique provoqué par un choc contre le volant.
Il meurt en 1979, à l'âge de 54 ans.

## Théâtre

### En tant que comédien
- 1949 : La Tour Eiffel qui tue de Guillaume Hanoteau, mise en scène Michel de Ré, théâtre du Vieux-Colombier
- 1951 : Treize pièces à louer, 13 courtes pièces, mises en scène Michel de Ré, théâtre du Quartier latin
- 1952 : L'Amour en papier de Louis Ducreux, mise en scène Michel de Ré, théâtre du Quartier latin
- 1953 : Sens interdit d'Armand Salacrou, mise en scène Michel de Ré, théâtre du Quartier latin
- 1954 : La Tour Eiffel qui tue de Guillaume Hanoteau, mise en scène Michel de Ré, théâtre du Quartier latin
- 1954 : La Bande à Bonnot de Henri-François Rey, mise en scène Michel de Ré, théâtre du Quartier latin
- 1958 : Les Carabiniers de Beniamino Joppolo, mise en scène Michel de Ré, théâtre d'Aujourd'hui
- 1958 : L'Épouvantail de Dominique Rolin, mise en scène André Barsacq, théâtre de l'Œuvre
- 1961 : La vie est un songe de Pedro Calderón de la Barca, mise en scène André Charpak, Festival de Montpellier
- 1961 : Arden de Feversham adaptation Yves Jamiaque, mise en scène Bernard Jenny, théâtre du Vieux-Colombier
- 1961 : William Conrad de Pierre Boulle, mise en scène André Charpak, théâtre Récamier
- 1962 : Frank V de Friedrich Dürrenmatt, mise en scène Claude Régy et André Barsacq, théâtre de l'Atelier
- 1962 : L'Échange de Paul Claudel, mise en scène Guy Suarès, théâtre Hébertot
- 1962 : La Pensée de Leonid N. Andreieff, mise en scène Laurent Terzieff, théâtre Hébertot
- 1962 : Johnnie Cœur de Romain Gary, mise en scène François Périer, théâtre de la Michodière
- 1963 : Le Satyre de la Villette de René de Obaldia, mise en scène André Barsacq, théâtre de l'Atelier
- 1963 : L'Otage de Paul Claudel, mise en scène Bernard Jenny, théâtre des Célestins
- 1964 : Nicomède de Corneille, mise en scène Roger Mollien, Festival d'Avignon
- 1964 : Bonheur, Impair et Passe de Françoise Sagan, mise en scène Claude Régy, Françoise Sagan, théâtre Édouard-VII
- 1965 : Œil public de Peter Shaffer, mise en scène Michel Fagadau, théâtre de la Gaîté-Montparnasse
- 1965 : La Folle de Chaillot de Jean Giraudoux, mise en scène Georges Wilson, TNP théâtre de Chaillot
- 1966 : La Polka des lapins de Tristan Bernard, mise en scène Nicole Anouilh, théâtre Edouard VII
- 1966 : Becket ou l'Honneur de Dieu de Jean Anouilh, mise en scène de l'auteur et Roland Piétri, théâtre Montparnasse
- 1968 : Après la pluie de John Bowen, mise en scène René Dupuy, théâtre de l'Athénée
- 1968 : Nous dansions... de Noël Coward, mise en scène Jacques Mauclair, théâtre Saint-Georges
- 1969 : Le Soldat inconnu et sa femme de Peter Ustinov, mise en scène de l'auteur, théâtre des Ambassadeurs puis théâtre des Célestins
- 1970 : Et à la fin était le bang de René de Obaldia, mise en scène Michel de Ré, Festival de Vaison-la-Romaine
- 1970 : Jarry sur la butte (d'après les œuvres complètes d'Alfred Jarry), mise en scène Jean-Louis Barrault, Élysée-Montmartre
- 1971 : La guerre de Troie n'aura pas lieu de Jean Giraudoux, mise en scène Jean Mercure, théâtre de la Ville, Festival d'Avignon
- 1971 : Un songe pour une nuit d'été de Michel de Ré, mise en scène de l'auteur, Festival de Vaison-la-Romaine
- 1972 : Santé publique de Peter Nichols, mise en scène Jean Mercure, théâtre de la Ville
- 1973 : L'Île pourpre de Mikhaïl Boulgakov, mise en scène Jorge Lavelli, théâtre de la Ville
- 1974 : L'Odyssée pour une tasse de thé de Jean-Michel Ribes, mise en scène de l'auteur, théâtre de la Ville
- 1975 : La Guérite de Jacques Audiberti, mise en scène Jacques Rosny et Yves Bureau, théâtre de Boulogne-Billancourt
- 1975 : Othon de Corneille, mise en scène Jean-Pierre Miquel, théâtre de l'Odéon
- 1976 : Don Juan de Max Frisch, mise en scène Jean-Pierre Miquel, Comédie-Française au théâtre de l'Odéon
- 1978 : La Ville de Paul Claudel, mise en scène Anne Delbée, Rencontres de Brangues

### En tant que metteur en scène
- 1946 : Victor ou les Enfants au pouvoir de Roger Vitrac au Théâtre Agnès Capri.
- 1949 : La Tour Eiffel qui tue de Guillaume Hanoteau, théâtre du Vieux-Colombier
- 1949 : La Perle du colorado de Michel de Ré, théâtre du Vieux-Colombier
- 1951 : Mi-figue mi-raisin de Jean Tardieu, théâtre du Quartier latin
- 1951 : Treize pièces à louer, 13 courtes pièces, théâtre du Quartier latin
- 1952 : L'Amour en papier de Louis Ducreux, théâtre du Quartier latin
- 1953 : Sens interdit d'Armand Salacrou, théâtre du Quartier latin
- 1953 : Actes de grâce, spectacle en trois pièces, théâtre du Quartier latin : 
  - Les Aveux les plus doux de Georges Arnaud
  - Fraternité de Fernand Fleuret et Georges Girard
  - La Tête des autres de Marcel Aymé
- 1953 : Le Diable à quatre de Louis Ducreux, théâtre Montparnasse
- 1953 : Le Chauffeur de Max Maurey, théâtre du Grand-Guignol
- 1953 : La Garce et l'ange de Frédéric Dard, théâtre du Grand Guignol
- 1953 : Les Reliques d'André de Richaud, théâtre du Vieux-Colombier
- 1954 : La Tour Eiffel qui tue de Guillaume Hanoteau, théâtre du Quartier latin
- 1954 : La Bande à Bonnot de Henri-François Rey, théâtre du Quartier latin
- 1955 : Festival pour rire à la Comédie-Caumartin :
  - Le Mot de Cambronne de Sacha Guitry
  - Les Barbes nobles d'André Roussin
  - L’Oiseau parleur d'André de Richaud
- 1955 : Clotilde du Nord de Louis Calaferte, Comédie de Paris
- 1956 : L'Homme du destin de George Bernard Shaw, théâtre de l'Alliance française
- 1956 :  Le Secret d'André de Richaud
- 1957 : Ne faites pas l'enfant de Roger Féral, théâtre de l'Ambigu
- 1958 : Les Carabiniers de Beniamino Joppolo, théâtre de l'Alliance française
- 1958 : La Bonne Anna de Marc Camoletti, théâtre des Capucines, Comédie-Wagram
- 1958 : Lady Godiva de Jean Canolle, théâtre de Paris
- 1958 : Faust de Goethe, adaptation Pierre Sabatier, théâtre de l'Alliance française
- 1959 : Connaissez-vous la voie lactée ? de Karl Wittlinger, théâtre des Mathurins
- 1960 : John Smith 1er de Jaime Silas, théâtre de l'Œuvre
- 1960 : Rosa la Rose d'Ange Bastiani, théâtre des Capucines
- 1960 : La Jubilaire de Joseph Breitbach, théâtre Hébertot
- 1961 : Une demande en mariage de Simone Dubreuilh, théâtre de l'Alliance française
- 1962 : Androclès et le Lion de George Bernard Shaw, Festival de Vaison-la-Romaine
- 1962 : Le Fils d'Achille de Claude Chauvière, théâtre des Nouveautés
- 1963 : Sémiramis de Marc Camoletti, théâtre Édouard-VII
- 1965 : Jonas d’Élie-Georges Berreby, théâtre du Vieux-Colombier
- 1966 : Comme il vous plaira de William Shakespeare
- 1969 : Don Perlimplin de Federico García Lorca, Festival d'Anjou
- 1969 : Le Carrosse du Saint-Sacrement de Prosper Mérimée, Festival d'Angers
- 1969 : Faust de Goethe, Festival d'Angers
- 1969 : Un chapeau de paille d'Italie d’Eugène Labiche, Festival d'Angers
- 1970 : Et à la fin était le bang de René de Obaldia, Festival de Vaison-la-Romaine
- 1971 : Un songe pour une nuit d'été de Michel de Ré, Festival de Vaison-la-Romaine

## Filmographie

### Cinéma
- 1960 : La Millième Fenêtre de Robert Ménégoz : M. Tourtet
- 1961 : Le Pavé de Paris d'Henri Decoin : Gilbert
- 1961 : Le Rendez-vous de minuit de Roger Leenhardt : Albéric, l'ami de Jacques
- 1961 : Ce soir ou jamais de Michel Deville : Alex
- 1962 : L'Empire de la nuit de Pierre Grimblat : Melchior
- 1962 : Les Dimanches de Ville-d'Avray de Serge Bourguignon : Fiacre
- 1962 : La Poupée de Jacques Baratier : Gervasio
- 1962 : Le Petit Garçon de l'ascenseur de Pierre Granier-Deferre : Max Garreau
- 1963 : Le Vice et la Vertu de Roger Vadim : le professeur Naroyortz / l'astrologue
- 1963 : Ballade pour un voyou de Claude-Jean Bonnardot : Paulo Verini
- 1964 : Elle est à tuer, court métrage de Dossia Mage
- 1964 : Angélique, Marquise des anges de Bernard Borderie
- 1965: Fifi la plume d'Albert Lamorisse : Michel Nastorg
- 1966 : Paris au mois d'août de Pierre Granier-Deferre : Cogaille
- 1966 : Soleil noir de Denys de La Patellière : Ergy
- 1967 : Johnny Banco d'Yves Allégret : Orso Sébastiani
- 1967 : Les Arnaud de Léo Joannon : M. Jassoran, l'antiquaire
- 1967 : Max le débonnaire ou Un bon petit Jules
- 1967 : Le Désordre à vingt ans, documentaire de Jacques Baratier : lui-même
- 1968 : Les Cracks de Alex Joffé : le marquis de Lion
- 1972 : La Pente douce de Claude d'Anna : l'agent immobilier
- 1975 : Le Faux-cul de Roger Hanin : Croo
- 1975 : Le Chant du départ de Pascal Aubier : Alain
- 1975 : Les Noces de porcelaine de Roger Coggio : Brice
- 1977 : La Dentellière de Claude Goretta : le peintre

### Télévision
- 1962 : Le Joueur de François Gir d'après Fiodor Dostoïevski : le général
- 1962 : Le mal court d'Alain Boudet d'après Jacques Audiberti : le cardinal de La Rosette
- 1962-1964 : Commandant X de Jean-Paul Carrère (7 épisodes) : le commandant X
- 1963 : L'inspecteur Leclerc enquête, épisode Knock-out de Serge Friedman
- 1963 : La Route série télévisée de Pierre Cardinal : Daumas
- 1964 : L'Enlèvement d'Antoine Bigut de Jacques Doniol-Valcroze : Mario
- 1964 : Les Cabinets particuliers d'Alain Boudet : Lefébure / le beau-père / le chef d'orchestre
- 1965 : Le Dossier Pyrénées de Jean-Paul Carrère
- 1965 : La Misère et la Gloire d'Henri Spade : le duc d'Orléans
- 1965-1966 : Les Dossiers de Jérôme Randax (3 épisodes) : Jérôme Randax
- 1966 : La Tour Eiffel qui tue de Jean-Roger Cadet et Michel de Ré : l'homme masqué
- 1966 : Marie Tudor d'Abel Gance d'après Victor Hugo : Simon Renard / Henri VIII
- 1967 : Le Tueur de chipeaux de Jean-Paul Carrère
- 1972 : Au théâtre ce soir : Cet étrange animal de Gabriel Arout, mise en scène Michel de Ré, réalisation Pierre Sabbagh, théâtre Marigny : Lui / l'homme / l'acteur / le monsieur / Kopalov / le fiancé / Pétrovitch / Kiskounov
- 1972 : 4500 kilos d'or pur de Philippe Ducrest : le commissaire Brisbane
- 1972 : Au théâtre ce soir : Mascarin de José-André Lacour, mise en scène Michel de Ré, réalisation Georges Folgoas, théâtre Marigny : Monsieur
- 1973 : La Belle au bois dormant de Robert Maurice : le bon roi Pallas
- 1973 : La Duchesse d'Avila de Philippe Ducrest : le cabliste
- 1973 : L'Éducation sentimentale de Marcel Cravenne : Arnoux
- 1973 : Au théâtre ce soir : Édouard, mon fils de Robert Morley et Noel Langley, mise en scène Jacques Ardouin, réalisation Georges Folgoas, théâtre Marigny : Harnold Holt
- 1978 : Les Brigades du Tigre de Victor Vicas, épisode : Le Village maudit : M. de Castro
- 1978 : Le Petit Théâtre d'Antenne 2 : Le Jubilée de Gérard Thomas
- 1978 : L'inspecteur mène l'enquête, épisode De main de maître